# Eclipse lunar de 27 de julho de 2018
| Eclipse Lunar Total 27 de julho de 2018 | Eclipse Lunar Total 27 de julho de 2018 |
| --- | --------------------------------------- |
| "Lua de Sangue" vista do subúrbio de Chelsea, em Melbourne, Austrália                                                                                          |                                         |
| A Lua cruzando a região central do cone de sombra da Terra, de oeste para leste (da direita para a esquerda), com o disco lunar vermelho durante a totalidade. |                                         |
| Gamma | +0,11681                                |
| Saros (e membro) | 129 (38 de 71)                          |
| Sequência de eclipses lunares |                                         |
| Anterior | 31 de janeiro de 2018                   |
| Próximo | 21 de janeiro de 2019                   |
| Duração (hr:mn:sc) |                                         |
| Total | 1:42:57                                 |
| Parcial | 3:54:32                                 |
| Penumbral | 6:13:48                                 |
| Fases e Horários do Eclipse (UTC) |                                         |
| P1 | 17:14:49                                |
| U1 | 18:24:27                                |
| U2 | 19:30:15                                |
| Máximo | 20:21:44                                |
| U3 | 21:13:12                                |
| U4 | 22:19:00                                |
| P4 | 23:28:37                                |

O eclipse lunar de 27 de julho de 2018 foi um eclipse lunar total, o segundo e último de dois eclipses totais do ano. Visível na América do Sul, Europa, África, Ásia, Austrália, teve magnitude umbral de 1,60868 e penumbral de 2,67922.
Foi o eclipse mais longo do século XXI com duração de três horas e 54,57 minutos e o período de totalidade com duração de uma hora e 42,955 minutos. Colaboram com esta duração dois fatos: A coincidência com o apogeu da Lua, ou seja, ocorrer durante a microlua e por ser um eclipse central que é quando a lua atravessa o centro da sombra da Terra.

## Visibilidade
Este eclipse foi completamente visível na África Oriental e Ásia Central e visto durante o nascer da lua na América do Sul, África Ocidental e Europa, e durante o pôr da lua no Leste Asiático e Austrália.
| Simulação da Terra vista da Lua durante o máximo da totalidade às 20 h 22 min UTC. |
| Mapa de visibilidade do eclipse                                                    |
| Simulação da Lua passando pela sombra da Terra                                     |